# Rhizophydium carpophilum
Rhizophydium carpophilum är en svampart som beskrevs av Zopf 1885. Rhizophydium carpophilum ingår i släktet Rhizophydium och familjen Rhizophydiaceae.   Inga underarter finns listade i Catalogue of Life.